# Aprostocetus sannion
Aprostocetus sannion är en stekelart som beskrevs av Boucek 1988. Aprostocetus sannion ingår i släktet Aprostocetus och familjen finglanssteklar. Inga underarter finns listade i Catalogue of Life.